# وینیولا فالسینا
وینیولا فالسینا (به ایتالیایی: Vignola-Falesina) یک کومونه در ایتالیا است که در ترنتینو واقع شده‌است.
 وینیولا فالسینا ۱۲٫۰ کیلومتر مربع مساحت و ۱۲۸ نفر جمعیت دارد.